# Sản xuất hàng hóa
Sản xuất hàng hóa là một khái niệm được sử dụng trong kinh tế chính trị Marx-Lenin dùng để chỉ về kiểu tổ chức kinh tế trong đó sản phẩm được sản xuất ra không phải là để đáp ứng nhu cầu tiêu dùng của chính người trực tiếp sản xuất ra nó mà là để đáp ứng nhu cầu tiêu dùng của người khác, thông qua việc trao đổi, mua bán. Hay nói một cách khác, sản xuất hàng hóa là kiểu tổ chức kinh tế mà sản phẩm sản xuất ra là để bán.

## Điều kiện
Sản xuất hàng hóa ra đời, tồn tại dựa trên hai điều kiện:

### Phân công lao động xã hội
Phân công lao động xã hội tức là sự chuyên môn hóa sản xuất, phân chia lao động xã hội ra thành các ngành, các lĩnh vực sản xuất khác nhau. Phân công lao động xã hội là cơ sở, là tiền đề của sản xuất hàng hóa. Phân công lao động xã hội càng phát triển, thì sản xuất và trao đổi hàng hóa càng mở rộng hơn, đa dạng hơn.
Do sự phân công lao động xã hội nên việc trao đổi sản phẩm trở thành tất yếu. Khi có phân công lao động xã hội, mỗi người chỉ sản xuất một hoặc một vài thứ sản phẩm nhất định, nhưng nhu cầu của cuộc sống đòi hỏi họ phải có nhiều loại sản phẩm khác nhau, do đó, họ cần đến sản phẩm của nhau, buộc phải trao đổi với nhau. Phân công lao động xã hội, chuyên môn hóa sản xuất đồng thời làm cho năng suất lao động tăng lên, sản phẩm thặng dư ngày càng nhiều nên càng thúc đẩy sự trao đổi sản phẩm.

### Sự tách biệt kinh tế
Sự tách biệt tương đối về mặt kinh tế giữa những người sản xuất tức là những người sản xuất trở thành những chủ thể có sự độc lập nhất định với nhau. Do đó sản phẩm làm ra thuộc quyền sở hữu của các chủ thể kinh tế, người này muốn tiêu dùng sản phẩm lao động của người khác cần phải thông qua trao đổi, mua bán hàng hoá. Trong lịch sử, sự tách biệt này do chế độ tư hữu về tư hữu tư liệu sản xuất quy định. Trong chế độ tư hữu về tư liệu sản xuất thì tư liệu sản xuất thuộc sở hữu của mỗi cá nhân và kết quả là sản phẩm làm ra thuộc quyền sở hữu của họ. Cụ thể, sản xuất hàng hoá ra đời trong chế độ chiếm hữu nô lệ.
Hai điều kiện trên cho thấy, phân công lao động xã hội làm cho những người sản xuất phụ thuộc vào nhau, còn sự tách biệt tương đối về mặt kinh tế giữa những người sản xuất lại chia rẽ họ, làm cho họ độc lập với nhau. Đây là một mâu thuẫn. Mâu thuẫn này được giải quyết thông qua trao đổi, mua bán sản phẩm của nhau. Đó là hai điều kiện cần và đủ của sản xuất hàng hóa.
Cả hai điều kiện không được thiếu một điều nào, thiếu một trong hai điều kiện đó sẽ không có sản xuất hàng hóa.

## Hai thuộc tính
- Giá trị sử dụng là công dụng hay tính có ích của hàng hoá, có thể  thoả mãn một nhu cầu nào đó của con người.
- Giá trị là lao động của người sản xuất hàng hoá kết tinh trong hàng hoá.
- Giá trị và Giá trị sử dụng là hai thuộc tính đều tồn tại trong hàng hóa. Tuy nhiên, mục đích của người sản xuất là giá trị mang lại, nhưng họ lại có giá trị sử dụng. Người tiêu dùng (người mua) cần giá trị sử dụng nhưng họ phải trả bằng giá trị. Quá trình thực hiện giá trị sử dụng và giá trị khác nhau về không gian, thời gian.

## Đặc trưng
Sản xuất hàng hóa có những đặc trưng cơ bản sau đây:
- Sản xuất hàng hóa là sản xuất để trao đổi, mua bán. Theo chủ nghĩa Marx-Lenin thì trong lịch sử loài người tồn tại hai kiểu tổ chức kinh tế khác nhau là sản xuất tự cung, tự cấp (tự túc, tự cấp) và sản xuất hàng hóa. Sản xuất tự cung, tự cấp là kiểu tổ chức kinh tế trong đó sản phẩm được sản xuất ra nhằm đáp ứng nhu cầu tiêu dùng của chính bản thân người sản xuất như sản xuất của người dân trong thời kỳ công xã nguyên thủy, sản xuất của những người nông dân gia trưởng dưới chế độ phong kiến... Trong khi đó, sản xuất hàng hóa là kiểu tổ chức kinh tế trong đó sản phẩm được sản xuất ra để bán chứ không phải là để đáp ứng nhu cầu tiêu dùng của chính người trực tiếp sản xuất ra nó, tức là để đáp ứng nhu cầu tiêu dùng của người khác, thông qua việc trao đổi, mua bán.
- Lao động của người sản xuất hàng hóa vừa mang tính tư nhân, vừa mang tính xã hội. Lao động của người sản xuất hàng hóa mang tính chất xã hội vì sản phẩm làm ra để cho xã hội, đáp ứng nhu cầu của người khác trong xã hội. Nhưng với sự tách biệt tương đối về kinh tế, thì lao động của người sản xuất hàng hóa đồng thời lại mang tính chất tư nhân, vì việc sản xuất cái gì, như thế nào là công việc riêng, mang tính độc lập của mỗi người. Tính chất tư nhân đó có thể phù hợp hoặc không phù hợp với tính chất xã hội. Đó chính là mâu thuẫn cơ bản của sản xuất hàng hóa. Theo chủ nghĩa Marx-Lenin thì mâu thuẫn giữa lao động tư nhân và lao động xã hội là cơ sở, mầm mống của khủng hoảng trong nền kinh tế hàng hóa.
- Mục đích của sản xuất hàng hóa là giá trị, là lợi nhuận chứ không phải giá trị sử dụng.

## Ưu thế
Sản xuất hàng hóa ra đời trên cơ sở của phân công lao động xã hội, chuyên môn hóa sản xuất chính vì thế, nó khai thác được những lợi thế về tự nhiên, xã hội của từng người, từng cơ sở sản xuất cũng như từng vùng, từng địa phương. Bên cạnh đó, sự phát triển của sản xuất hàng hóa lại có tác động trở lại, thúc đẩy sự phát triển của phân công lao động xã hội, làm cho chuyên môn hóa lao động ngày càng tăng, mối liên hệ giữa các ngành, các vùng ngày càng trở nên mở rộng, sâu sắc. Phá vỡ tính tự cấp tự túc, bảo thủ, trì trệ, lạc hậu của mỗi ngành, mỗi địa phương làm cho nhu cầu của xã hội được đáp ứng đầy đủ hơn. Khi sản xuất và trao đổi hàng hóa mở rộng giữa các quốc gia, thì nó còn khai thác được lợi thế của các quốc gia với nhau.
Trong nền sản xuất hàng hóa, quy mô sản xuất không còn bị giới hạn bởi nhu cầu và nguồn lực mang tính hạn hẹp của mỗi cá nhân, gia đình, mỗi cơ sở, mỗi vùng, mỗi địa phương, mà nó được mở rộng, dựa trên cơ sở nhu cầu và nguồn lực của xã hội.
Trong nền sản xuất hàng hóa, sự tác động của quy luật vốn có của sản xuất và trao đổi hàng hóa là quy luật giá trị, quy luật cung - cầu, quy luật cạnh tranh... buộc người sản xuất hàng hóa phải luôn luôn năng động, nhạy bén, biết tính toán, cải tiến kỹ thuật, hợp lý hoá sản xuất, nâng cao năng suất, chất lượng và hiệu quả kinh tế, cải tiến hình thức, quy cách và chủng loại hàng hóa, làm cho chi phí sản xuất hạ xuống đáp ứng nhu cầu, thị hiếu của người tiêu dùng ngày càng cao hơn.
Trong nền sản xuất hàng hóa, sự phát triển của sản xuất, sự mở rộng và giao lưu kinh tế giữa các cá nhân, giữa các vùng, giữa các nước... không chỉ làm cho đời sống vật chất mà cả đời sống văn hóa, tinh thần cũng được nâng cao hơn, phong phú hơn, đa dạng hơn.
Tuy nhiên, bên cạnh mặt tích cực, sản xuất hàng hóa cũng có những mặt trái của nó như phân hóa giàu - nghèo giữa những người sản xuất hàng hóa, tiềm ẩn những khả năng khủng hoảng, phá hoại môi trường, hệ sinh thái, xã hội, v.v..